# Clypeaster lytopetalus
Clypeaster lytopetalus is een zee-egel uit de familie Clypeasteridae.
De wetenschappelijke naam van de soort werd in 1907 gepubliceerd door Alexander Agassiz & Hubert Lyman Clark.